# Власенко, Алексей Митрофанович
Алексей Митрофанович Власенко (17 марта 1906 года, с. Большая Сазанка, ныне Серышевский район, Амурская область — 9 ноября 1950 года, Львов) — советский военный деятель, генерал-майор (17 ноября 1943 года).

## Начальная биография
Алексей Митрофанович Власенко родился 17 марта 1906 года в селе Большая Сазанка ныне Серышевского района Амурской области.

## Военная служба

### Довоенное время
2 ноября 1928 года призван в ряды РККА и направлен в 105-й Ленинградский стрелковый полк (35-я стрелковая дивизия, ОКДВА), в составе которого в период с 1 августа по 19 сентября 1929 года принимал участие в боевых действиях на КВЖД в районе станции Чжалайнор.
В сентябре 1929 года направлен на учёбу в Омскую пехотную школу имени М. В. Фрунзе, по окончании которой в марте 1932 года оставлен в школе командиром взвода. В июне 1936 года переведён в Рязанскую пехотную школу имени К. Е. Ворошилова, где служил на должностях командира взвода и роты, помощника командира батальона по огневой подготовке.
В июле 1939 года направлен на учёбу Военную академию имени М. В. Фрунзе.

### Великая Отечественная война
В августе 1941 года майор А. М. Власенко был выпущен из академии и назначен на должность командира 765-го стрелкового полка в составе 107-й стрелковой дивизии, которая вела боевые действия в ходе Смоленского сражения и Ельнинской наступательной операции. За мужество, отвагу и героизм личного состава проявленные в боях под Ельней приказом НКО № 318 от 26 сентября 1941 года дивизия была преобразована в 5-ю гвардейскую, а полк — в 21-й гвардейский. В конце сентября дивизия была передислоцирована в район Калуги и к 9 октября заняла оборонительный рубеж по восточному берегу реки Угра и вскоре участвовала в ходе Вяземской и Можайско-Малоярославецкой оборонительных операций.
В декабре 1941 года А. М. Власенко назначен на должность командира 26-й курсантской стрелковой бригады, которая принимала участие в контрнаступлении под Москвой на малоярославецком направлении, а с января 1942 года вела боевые действия на Калининском фронте и участвовала в Торопецко-Холмской наступательной операции. С июля полковник А. М. Власенко находился в распоряжении Военного совета Калининского фронта и в августе назначен на должность заместителя командира 243-й стрелковой дивизии, которая принимала участие в Ржевско-Сычевской наступательной операции, с 22 сентября вела боевые действия по очистке северного берега Волги и ликвидации старо- и новокоростылевской группировок противника, с 8 декабря — боевые действия с целью перерезать железную дорогу Ржев — Вязьма и с 14 декабря перешла к обороне. С 22 января 1943 года дивизия принимала участие в ходе Ворошиловградской наступательной операции.
19 марта 1943 года полковник А. М. Власенко назначен на должность командира 259-й стрелковой дивизии, которая с 8 апреля занимала оборонительный рубеж по реке Северский Донец в районах Красный Лиман, Славяносербск, а затем принимала участие в ходе Изюм-Барвенковской, Донбасской и Запорожской наступательных операций, освобождении городов Золотое, Горское, Никитовка, Артемовск, Попасная и других, а 3 февраля 1944 года — Никопольско-Криворожской наступательной операции, форсировании Днепра южнее Никополя, Южного Буга и Днестра. 22 мая 1944 года генерал-майор А. М. Власенко был освобождён от занимаемой должности, зачислен в распоряжение Военного совета 3-го Украинского фронта и 21 июля назначен заместителем командира 19-й стрелковой дивизии, которая вскоре принимала участие в ходе Ясско-Кишинёвской наступательной операции, форсировании Прута и Дуная, после чего вышла на территорию Румынии, а 8 сентября — на территорию Болгарии. С 3 октября 19-я стрелковая дивизия принимала участие в ходе Белградской и Будапештской наступательных операций.
4 декабря 1944 года генерал-майор А. М. Власенко назначен командиром 113-й стрелковой дивизии, однако 6 декабря за самовольный расстрел офицера отстранён от занимаемой должности и в январе 1945 года вызван в Москву для разбора дела к заместителю наркома обороны генералу армии Н. А. Булганину. Приговором Военной коллегии Верховного Суда СССР в закрытом судебном заседании от 5 апреля 1945 года генерал-майор Алексей Митрофанович Власенко осужден по ст. 193-17, п. «а», на 5 лет ИТЛ без поражения в правах с отсрочкой исполнения приговора и отправкой на фронт. После осуждения направлен в распоряжение Военного совета 1-го Украинского фронта и в мае был назначен на должность заместителя командира 88-й стрелковой дивизии.

### Послевоенная карьера
После войны в соответствии с Указом Президиума Верховного Совета СССР судимость была снята и в августе 1945 года направлен в Прикарпатский военный округ, где назначен на должность заместителя командира 78-й стрелковой дивизии, в январе 1946 года — на должность заместителя командира 206-й стрелковой дивизии, в июле — на должность заместителя командира в 70-й гвардейской стрелковой дивизии, а 27 февраля 1947 года — на должность заместителя начальника Управления боевой и политической подготовки округа.
В ночь на 9 ноября 1950 года генерал-майор Алексей Митрофанович Власенко во Львове покончил жизнь самоубийством.

## Награды
- Два ордена Красного Знамени (27.03.1943, 20.06.1949);
- Орден Суворова 2 степени (17.09.1943);
- Орден Красной Звезды (03.11.1944);
- Медали.